# Quinoa
La quinoa (Chenopodium quinoa) és una espècie de planta amb flors del gènere Chenopodium dins la família de les amarantàcies (Amaranthaceae). És una planta que té usos medicinals i alimentaris, és nativa de les zones subtropicals de l'oest d'Amèrica del Sud, des de l'Equador fins al nord de l'Argentina.
Es considera que és un pseudocereal, és a dir, no pertany a la família de les poàcies, on s'hi troben els cereals, però gràcies al seu alt contingut en midó el seu ús és similar al d'un cereal. La quinoa en realitat és una nou petita, d'uns 2 mil·límetres, i, per tant, en sentit estricte, és un fruit sec. És una gran font de carbohidrats

## Descripció
És una planta herbàcia anual de tija erecta que pot atènyer més de 2,5 metres d'altura i un sistema d'arrels molt ramificada. Les fulles són simples, peciolades, amb els marges dentats i nervadura pinnada que es disposen de manera alternada, la forma és variable, la mida varia entre uns 3 cm i els 15 cm i presenta coloracions que van del verd al porpra. Les flors són petites, pentàmeres i poden ser femenines o hermafrodites. En el cas de les flors hermafrodites tenen cinc sèpals verds i cinc estams a l'androceu, mentre que al gineceu hi ha un ovari amb un estil que es bifurca en dos estigmes. Les flors femenines són similars però mancades d'estams. Les flors s'agrupen en grans inflorescències terminals en forma de panícules compostes per glomèruls de flors. El fruit és un aqueni indehiscent amb una única llavor.

## Taxonomia

### Sinònims
Els següents noms científics són sinònims de Chenopodium quinoa:
- Sinònims homotípics

- Chenopodium album var. quinoa (Willd.) Alef.
- Chenopodium album subsp. quinoa (Willd.) Kuntze
- Chenopodium album var. quinoa (Willd.) Kuntze
- Chenopodium hircinum var. quinoa (Willd.) Aellen

- Sinònims heterotípics

- Chenopodium album var. laciniatum Alef.
- Chenopodium album convar. leucocarpum Alef.
- Chenopodium album subvar. leucospermum (Schrad.) Kuntze
- Chenopodium album var. moquinii Alef.
- Chenopodium album var. purpurascens (B.Juss. ex Jacq.) Alef.
- Chenopodium album f. subspontaneum Kuntze
- Chenopodium atriplicis L.f.
- Chenopodium ccoyto Toro Torr.
- Chenopodium ccuchi-huila Toro Torr.
- Chenopodium chilense Pers.
- Chenopodium guinoa Krock.
- Chenopodium hircinum var. andinum Aellen
- Chenopodium hircinum f. laciniatum (Moq.) Aellen
- Chenopodium hircinum subsp. milleanum (Aellen) Aellen
- Chenopodium hircinum var. rhombicum Aellen
- Chenopodium hircinum f. rubescens (Moq.) Aellen
- Chenopodium hircinum f. viridescens (Moq.) Aellen
- Chenopodium leucospermum Schrad.
- Chenopodium punctulatum Scop.
- Chenopodium purpurascens B.Juss. ex Jacq.
- Chenopodium purpurascens var. lanceolatum Moq.
- Chenopodium purpurascens var. punctulatum Moq.
- Chenopodium quinoa var. laciniatum Moq.
- Chenopodium quinoa var. lutescens Hunz.
- Chenopodium quinoa var. melanospermum Hunz.
- Chenopodium quinoa subsp. milleanum Aellen
- Chenopodium quinoa var. orbicans Murr
- Chenopodium quinoa f. purpureum Aellen
- Chenopodium quinoa var. rubescens Moq.
- Chenopodium quinoa var. viridescens Moq.

## Origen

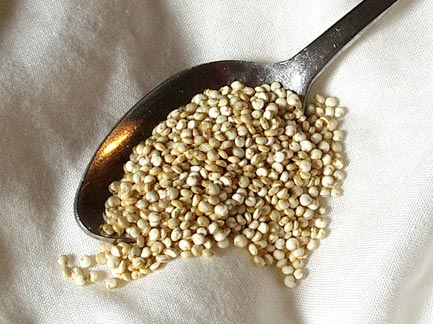
Una cullerada de llavor de quinoa

El seu origen és a la regió andina d'Amèrica on durant 6.000 anys va ser una espècie conreada molt important al costat de la patata i el blat de moro. El nom prové de la llengua quítxua.
Per a la civilització Inca era una planta conreada sagrada coneguda com a chisaya mama o «la mare de tots els grans», però als conqueridors espanyols aquesta veneració els va semblar una burla sacrílega del sagrament de la Comunió cristiana i van bandejar el seu conreu.
Es pot conrear als Andes i l'altiplà andí fins a una alçada de 4.000 metres. L'alt contingut en saponina de la coberta de la llavor fa que els ocells no ataquin el conreu.

## Valor nutritiu
Actualment la quinoa està molt revaloritzada i les Nacions Unides el considera un superconreu per l'alt contingut en proteïna que té (12-18%). A més, conté tots els aminoàcids essencials de manera equilibrada (el blat i l'arròs, en canvi, són baixos en lisina). És rica en fibra dietètica, fòsfor, magnesi i ferro. A més, no té gluten i és fàcil de digerir.

A la quinoa envasada ja se li ha tret industrialment la coberta de saponina que resultaria amargant. La forma de preparació culinària més fàcil és bullir-la com si fos arròs. La FAO va declarar l'any 2013 Any Internacional de la Quinoa. 

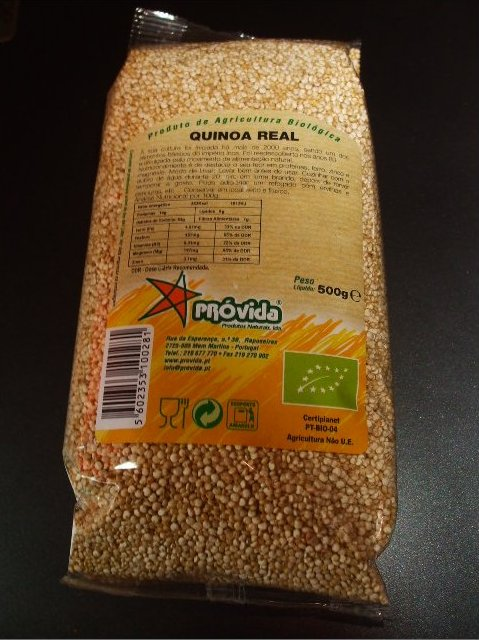
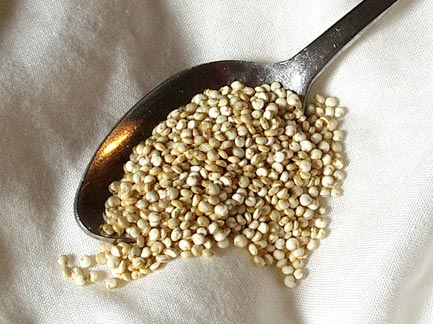
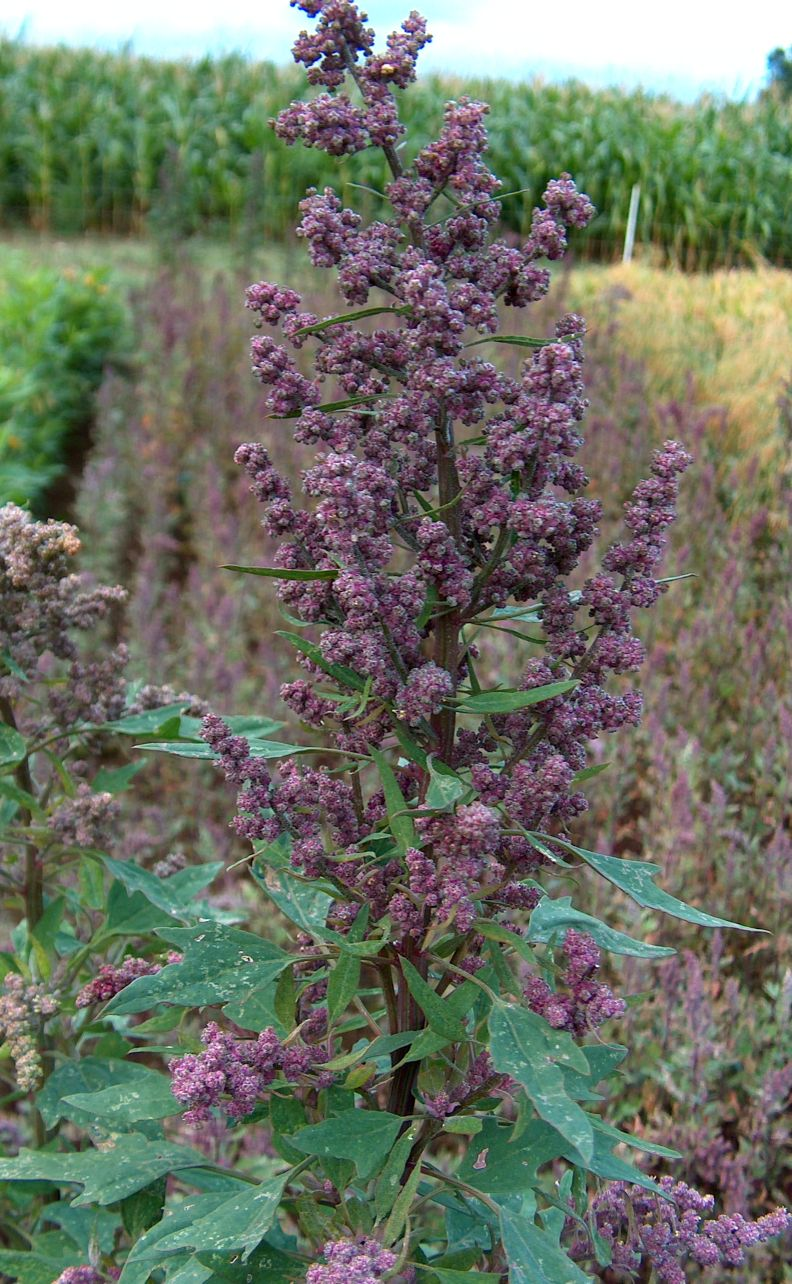
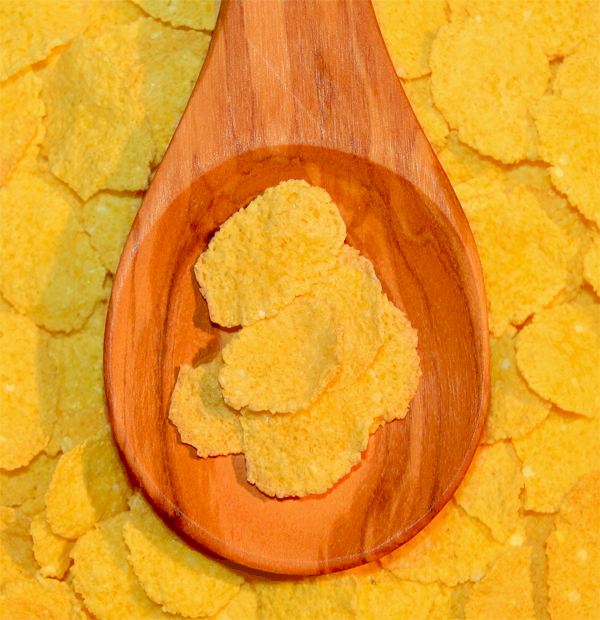
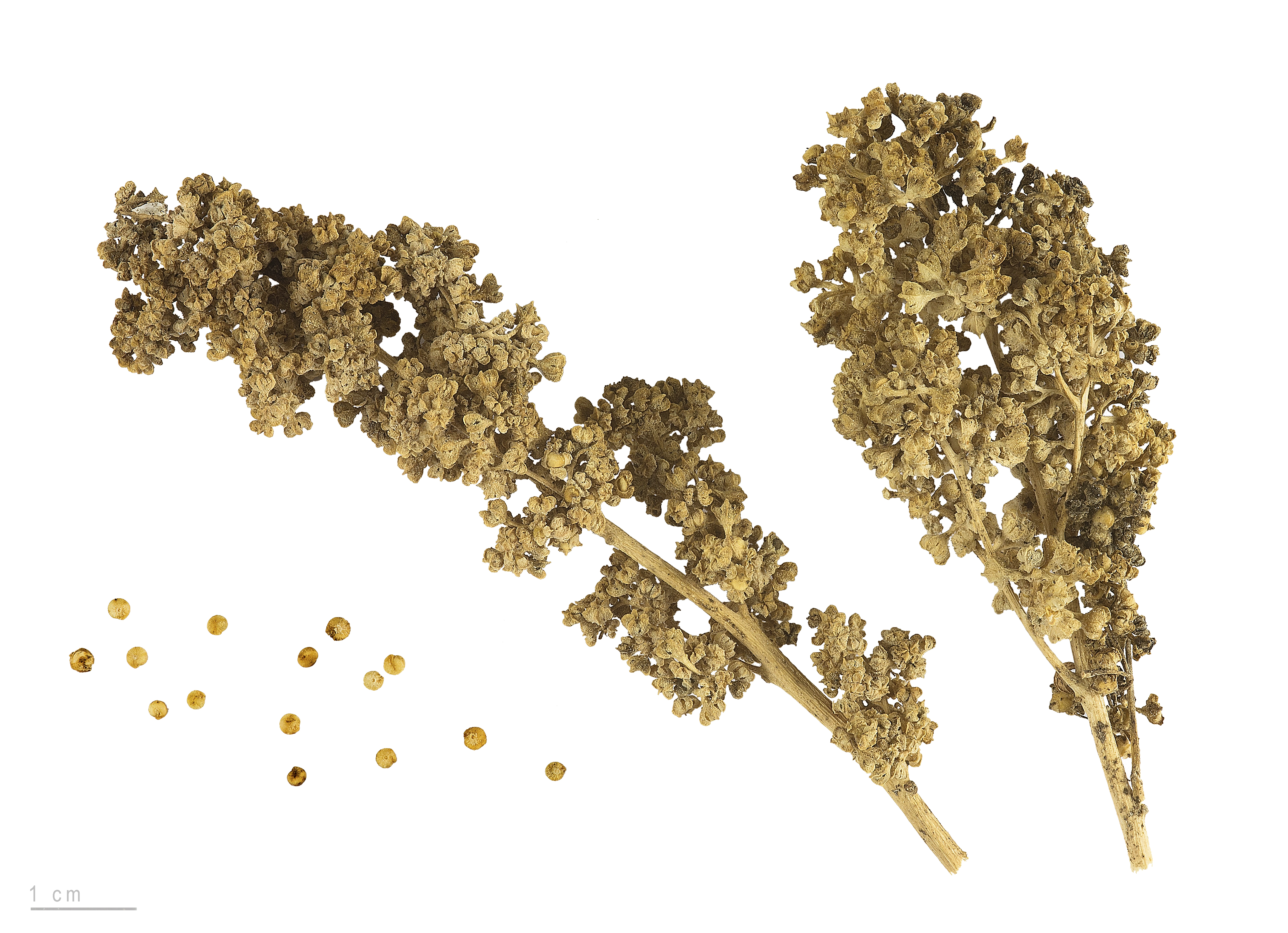
Chenopodium quinoa -red faro-